# Philip Jackson
Philip Jackson (Retford, Nottinghamshire, 18. lipnja 1948.), britanski glumac.
Najpoznatiji je po svojoj ulozi višeg inspektora Jappa u seriji Agatha Christie's Poirot. 

## Vanjske poveznice
- Philip Jackson u internetskoj bazi filmova IMDb-u (engl.)